# Pintor de Falmouth

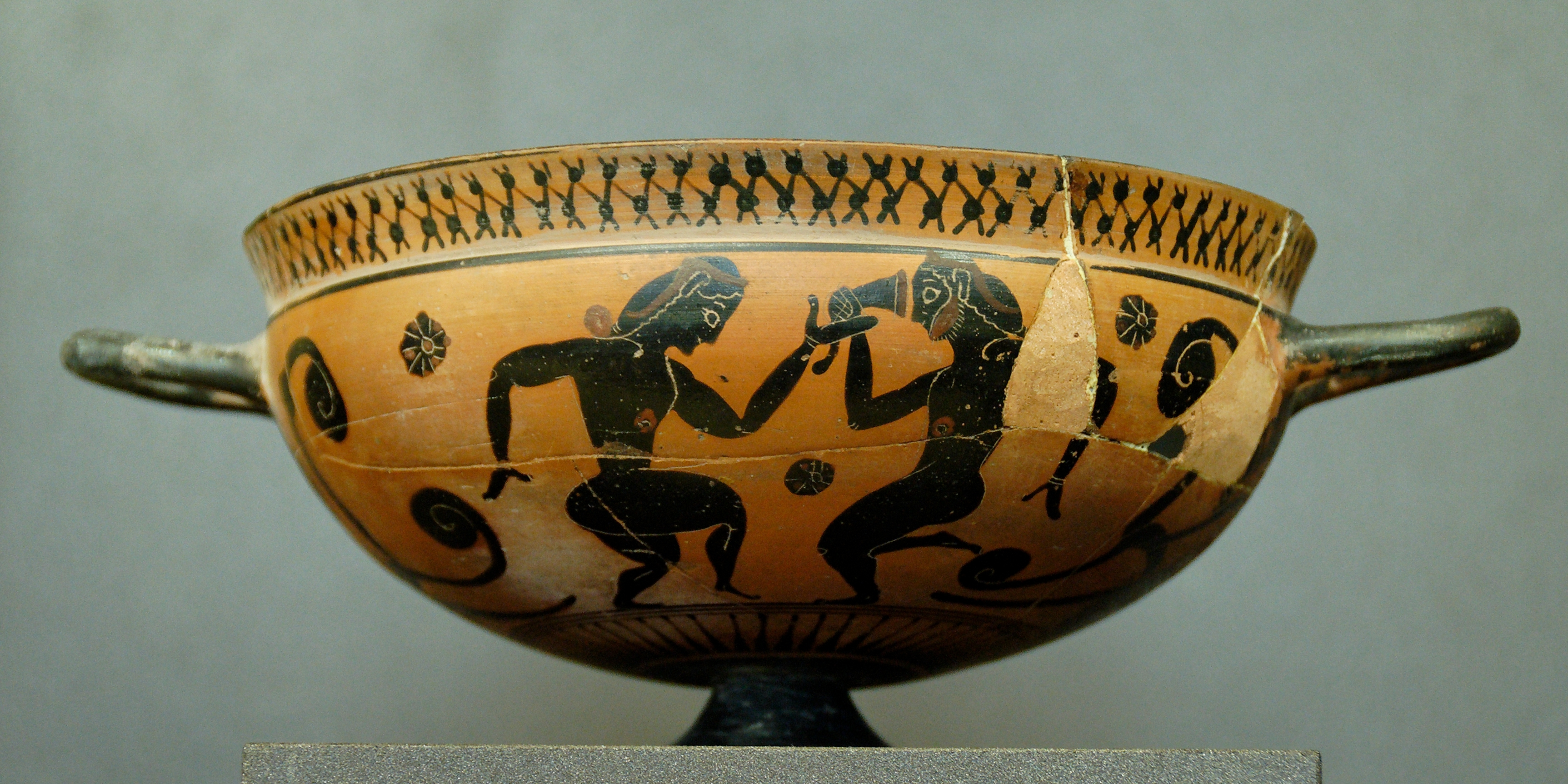
Un kílix del tipo copa Comasta pintado por el Pintor de Falmouth, c. 560 a. C.

El Pintor de Falmouth es el nombre convenido de un pintor de vasos de la Antigua Grecia que pintó cerámica ática de figuras negras. Estuvo activo en Atenas durante la época arcaica, alrededor del 570–555 a. C. Se desconoce el verdadero nombre del pintor.
Formaba parte del llamado grupo Comasta, y es posible que comenzara su carrera como aprendiz del Pintor KY. El grupo realizaba copas Comastas en particular, conocidos como kílices. Estaban decorados con juerguistas bulliciosos y bailarines. Era típico de él decorar el labio de los kílices con un diseño de red y el cuerpo, además de bailarines, con motivos de cardo y rosetas.

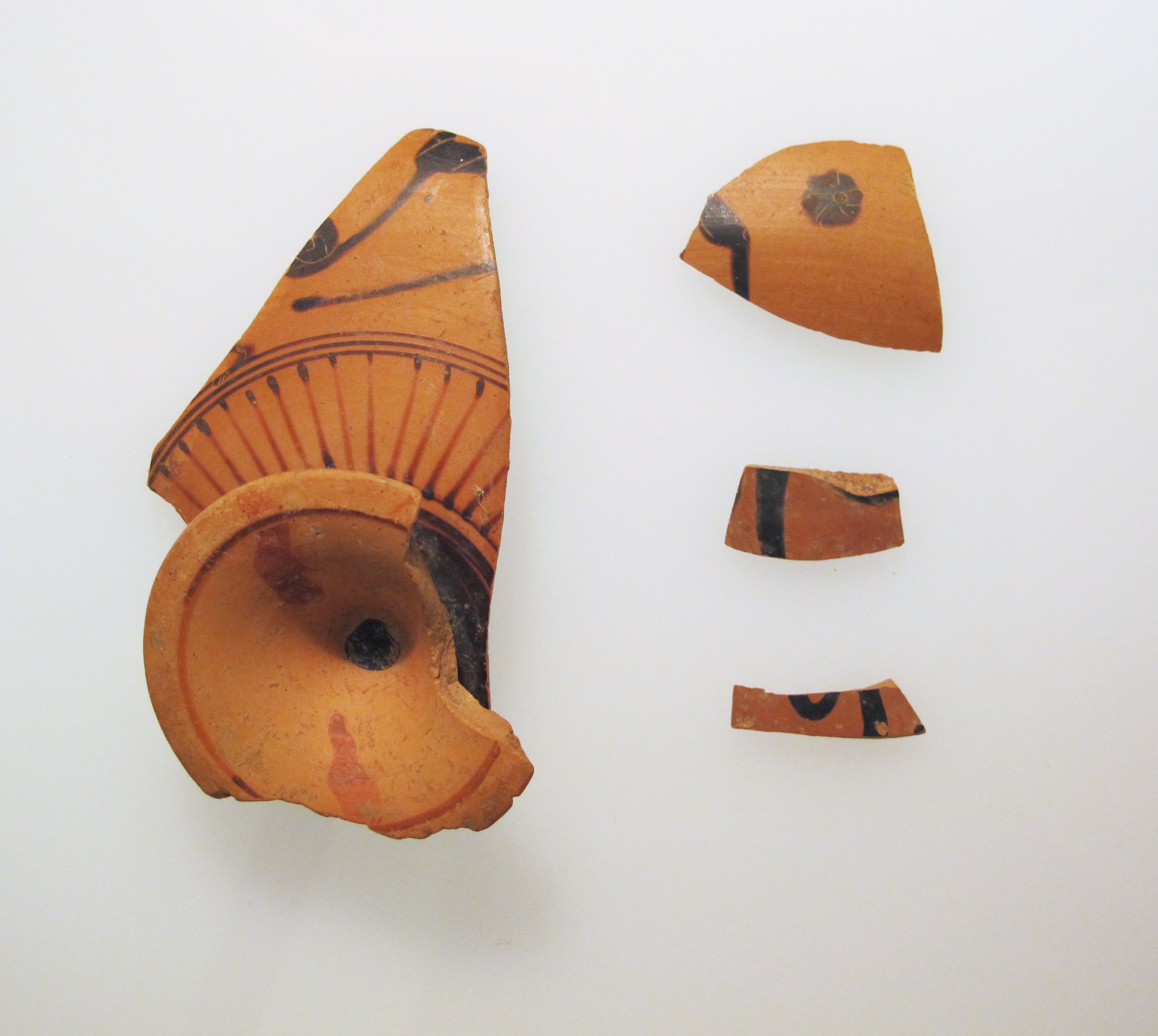
Fragmentos de un kílix, c. 570 a. C.
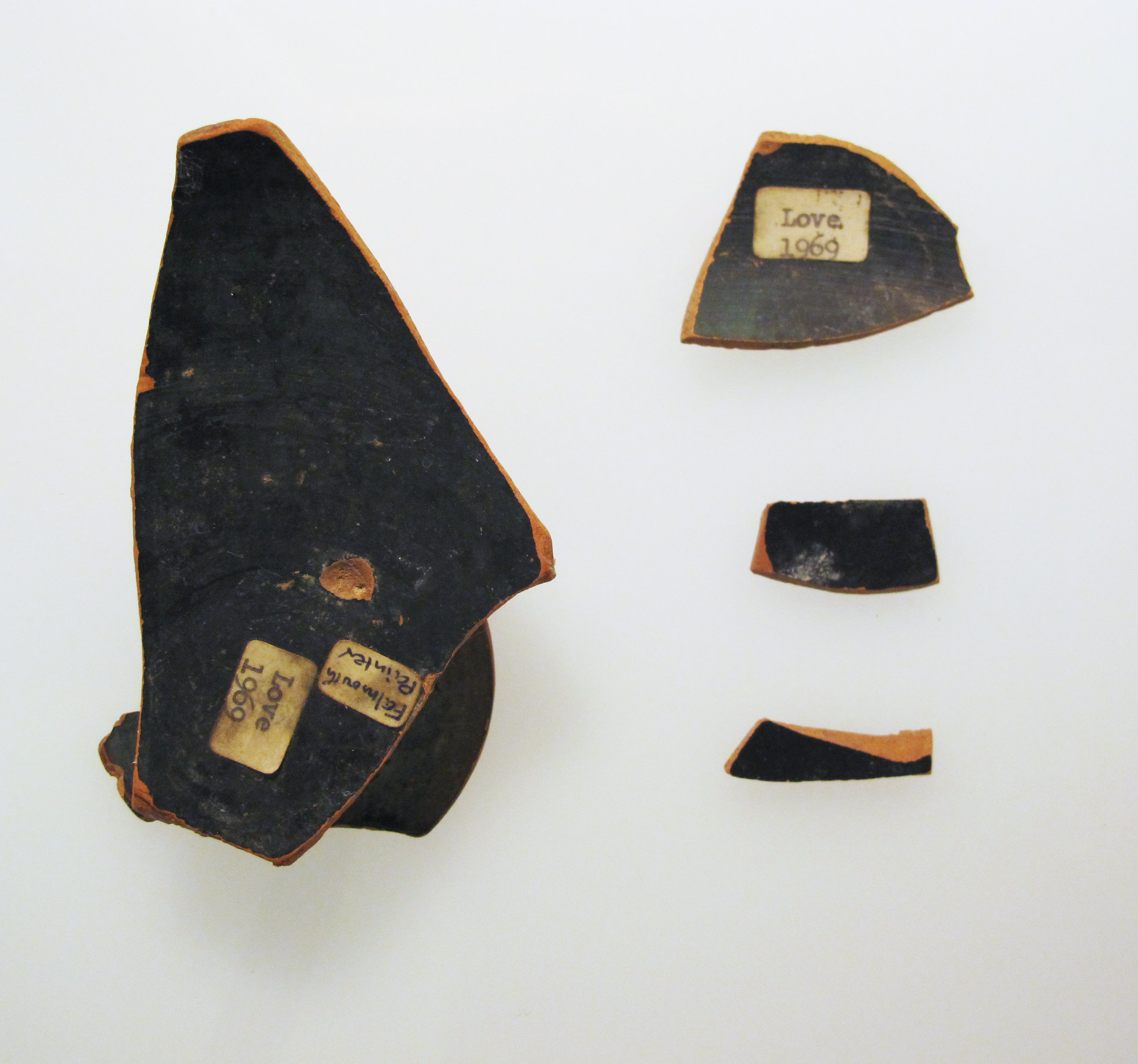
Fragmentos de terracota de una copa Comasta (copa para beber).